# San Martino Sannita
San Martino Sannita – miejscowość i gmina we Włoszech, w regionie Kampania, w prowincji Benewent.
Według danych na I 2009 gminę zamieszkiwało 1278 osób przy gęstości zaludnienia 202,9 os./1 km².